# Dedekind-féle pszi-függvény
A számelméletben a Dedekind-féle pszi-függvény egy pozitív egészeken értelmezett multiplikatív függvény. Értéke
{\displaystyle \psi (n)=n\prod _{p|n}\left(1+{\frac {1}{p}}\right),}
ahol a szorzat az n hely prímosztóit futja be. A ψ(1) üres szorzat, értéke 1. Richard Dedekind vezette be a moduláris függvényekhez kapcsolódóan.
A ψ(n) értékei az első néhány helyen:
1, 3, 4, 6, 6, 12, 8, 12, 12, 18, 12, 24... (A001615 sorozat az OEIS-ben).
Ha n egynél nagyobb, akkor ψ(n) > n, és minden n > 2 esetén páros. Ha n négyzetmentes szám, akkor ψ(n) = σ(n).
A ψ függvény definiálható úgy is, mint ψ(pn) = (p+1)pn-1, minden p prímre, és a többi helyre a multiplikatív tulajdonsággal kiterjeszthető. Ebből levezethető a generátorfüggvény kapcsolata a Riemann-féle zéta-függvénnyel:
{\displaystyle \sum {\frac {\psi (n)}{n^{s}}}={\frac {\zeta (s)\zeta (s-1)}{\zeta (2s)}}.}
Ez abból is következik, hogy {\displaystyle \psi =\mathrm {Id} *|\mu |}, ahol * a Dirichlet-konvolúció.

## Általánosítás
Magasabb rendekre is definiálható a Jordan-függvény felhasználásával:
{\displaystyle \psi _{k}(n)={\frac {J_{2k}(n)}{J_{k}(n)}}}
vagy Dirichlet-sorral:
{\displaystyle \sum _{n\geq 1}{\frac {\psi _{k}(n)}{n^{s}}}={\frac {\zeta (s)\zeta (s-k)}{\zeta (2s)}}}.
Kifejezhető, mint egy hatványfüggvény és a Möbius-függvény négyzetének Dirichlet-konvolúciója:
{\displaystyle \psi _{k}(n)=n^{k}*\mu ^{2}(n)}.
Jelölje a
{\displaystyle \epsilon _{2}=1,0,0,1,0,0,0,0,1,0,0,0,0,0,0,1,0,0,0\ldots }
a négyzetszámok karakterisztikus függvényét. Ekkor egy másik Dirichlet-konvolúcióval az osztóösszeg-függvény általánosításai is kifejezhetők:
{\displaystyle \epsilon _{2}(n)*\psi _{k}(n)=\sigma _{k}(n)}.

## Fordítás
Ez a szócikk részben vagy egészben  a   Dedekind psi function című angol Wikipédia-szócikk fordításán alapul.  Az eredeti cikk szerkesztőit annak laptörténete sorolja fel. Ez a jelzés csupán a megfogalmazás eredetét és a szerzői jogokat jelzi, nem szolgál a cikkben szereplő információk forrásmegjelöléseként.